# Delhi Open 2024 - Doppio
Il doppio del torneo di tennis professionistico Delhi Open 2024, facente parte della categoria Challenger 75 nell'ambito dell'ATP Challenger Tour 2024, si è giocato dal 26 febbraio al 3 marzo a Nuova Delhi, in India. Tra le coppie partecipanti erano assenti Yuki Bhambri e Mahesh Bhupathi, i detentori del titolo.
In finale Piotr Matuszewski e Matthew Romios hanno sconfitto Jakob Schnaitter e Mark Wallner con il punteggio di 6–4, 6–4.

## Teste di serie
1. Saketh Myneni /  Ramkumar Ramanathan (primo turno)
2. Arjun Kadhe /  Jeevan Nedunchezhiyan (quarti di finale)

1. Piotr Matuszewski /  Matthew Romios (campioni)
2. Toshihide Matsui /  Kaito Uesugi (quarti di finale)

## Wildcard
1. Nitin Kumar Sinha /  Manish Sureshkumar (quarti di finale)

1. Parth Aggarwal /  Sidharth Rawat (primo turno)

## Ranking protetto
1. Hong Seong-chan /  Kwon Soon-woo (primo turno)

## Alternate
1. Muhammad Rifqi Fitriadi /  Ryuki Matsuda (quarti di finale)

## Tabellone

### Legenda
| - Q = Qualificato - WC = Wild card - LL = Lucky loser | - ALT = Alternate - SE = Special Exempt - PR = Protected Ranking | - w/o = Walkover - r = Ritirato - d = Squalificato |

|  | Primo turno | Primo turno                       | Primo turno              | Primo turno              | Primo turno            |  |  | Quarti di finale | Quarti di finale         | Quarti di finale       | Quarti di finale    | Quarti di finale    |    |     | Semifinali | Semifinali                    | Semifinali                    | Semifinali                       | Semifinali                       |   |   | Finale | Finale | Finale | Finale | Finale |  |
|  |             |                                   |                          |                          |                        |  |  |                  |                          |                        |                     |                     |    |     |            |                               |                               |                                  |                                  |   |   |        |        |        |        |        |  |
|  | 1           | S Myneni R Ramanathan             | S Myneni R Ramanathan    | 4                        | 4                      |  |  |                  |                          |                        |                     |                     |    |     |            |                               |                               |                                  |                                  |   |   |        |        |        |        |        |  |
|  |             | J Schnaitter M Wallner            | J Schnaitter M Wallner   | 6                        | 6                      |  |  |                  | J Schnaitter M Wallner   | J Schnaitter M Wallner | 6                   | 6                   |    |     |            |                               |                               |                                  |                                  |   |   |        |        |        |        |        |  |
|  |             | Bye                               | Bye                      | Bye                      | Bye                    |  |  | WC               | NK Sinha M Sureshkumar   | NK Sinha M Sureshkumar | 4                   | 4                   |    |     |            |                               |                               |                                  |                                  |   |   |        |        |        |        |        |  |
|  | WC          | NK Sinha M Sureshkumar            | NK Sinha M Sureshkumar   | NK Sinha M Sureshkumar   | NK Sinha M Sureshkumar |  |  |                  |                          |                        |                     |                     |    |     |            | J Schnaitter M Wallner        | 3                             | 78                               | [10]                             |   |   |        |        |        |        |        |  |
|  | 4           | T Matsui K Uesugi                 | T Matsui K Uesugi        | 6                        | 6                      |  |  |                  |                          |                        | R Ho C Puttergill   | 6                   | 6  | [5] |            |                               |                               |                                  |                                  |   |   |        |        |        |        |        |  |
|  | WC          | P Aggarwal S Rawat                | P Aggarwal S Rawat       | 2                        | 1                      |  |  | 4                | T Matsui K Uesugi        | T Matsui K Uesugi      | 4                   | 3                   |    |     |            |                               |                               |                                  |                                  |   |   |        |        |        |        |        |  |
|  |             | R Ho C Puttergill                 | R Ho C Puttergill        | 7                        | 6                      |  |  |                  | R Ho C Puttergill        | R Ho C Puttergill      | 6                   | 6                   |    |     |            |                               |                               |                                  |                                  |   |   |        |        |        |        |        |  |
|  |             | FC Alcantara Y Shimizu            | FC Alcantara Y Shimizu   | 5                        | 4                      |  |  |                  |                          |                        |                     |                     |    |     |            | Jakob Schnaitter Mark Wallner | Jakob Schnaitter Mark Wallner | 4                                | 4                                |   |   |        |        |        |        |        |  |
|  |             | R Bollipalli N Kaliyanda Poonacha | 65                       | 6                        | [9]                    |  |  |                  |                          |                        |                     |                     |    |     |            |                               | 3                             | Piotr Matuszewski Matthew Romios | Piotr Matuszewski Matthew Romios | 6 | 6 |        |        |        |        |        |  |
|  | Alt         | M Fitriadi R Matsuda              | 7                        | 4                        | [11]                   |  |  | Alt              | M Fitriadi R Matsuda     | M Fitriadi R Matsuda   | 4                   | 5                   |    |     |            |                               |                               |                                  |                                  |   |   |        |        |        |        |        |  |
|  |             | E Dalla Valle G Oliveira          | E Dalla Valle G Oliveira | E Dalla Valle G Oliveira |                        |  |  | 3                | P Matuszewski M Romios   | P Matuszewski M Romios | 6                   | 7                   |    |     |            |                               |                               |                                  |                                  |   |   |        |        |        |        |        |  |
|  | 3           | P Matuszewski M Romios            | P Matuszewski M Romios   | P Matuszewski M Romios   | w/o                    |  |  |                  |                          |                        |                     |                     |    |     | 3          | P Matuszewski M Romios        | P Matuszewski M Romios        | 7                                | 6                                |   |   |        |        |        |        |        |  |
|  |             | Y-h Hsu C Wong                    | 63                       | 7                        | [6]                    |  |  |                  |                          |                        | C Bittoun M Janvier | C Bittoun M Janvier | 64 | 1   |            |                               |                               |                                  |                                  |   |   |        |        |        |        |        |  |
|  |             | C Bittoun M Janvier               | 7                        | 5                        | [10]                   |  |  |                  | C Bittoun M Janvier      | 7                      | 64                  | [10]                |    |     |            |                               |                               |                                  |                                  |   |   |        |        |        |        |        |  |
|  | PR          | S-c Hong S-w Kwon                 | S-c Hong S-w Kwon        | 65                       | 3                      |  |  | 2                | A Kadhe J Nedunchezhiyan | 64                     | 7                   | [6]                 |    |     |            |                               |                               |                                  |                                  |   |   |        |        |        |        |        |  |
|  | 2           | A Kadhe J Nedunchezhiyan          | A Kadhe J Nedunchezhiyan | 7                        | 6                      |  |  |                  |                          |                        |                     |                     |    |     |            |                               |                               |                                  |                                  |   |   |        |        |        |        |        |  |